# Aquatopia (Antwerpen)
Aquatopia was een openbaar aquarium op het Koningin Astridplein in Antwerpen met ongeveer 10.000 soorten vissen en reptielen. Het was opgedeeld in de territoria haaien, rivier, koraalrif, moeras, mangroven, mysteries van de oceaan, regenwoud en labo.

## Geschiedenis
In oktober 2003 opende het aquarium onder het Radisson Blu Astrid Hotel. De attractie sloot op 8 januari 2017, omdat de nieuwe eigenaars van het gebouw geen interesse hadden in het voortzetten van het aquarium. Een deel van de dieren kon terecht in de Antwerpse zoo, dat zich op hetzelfde plein bevindt. De zoo nam de helft van de vissen over en een deel van de reptielen vond onderdak in het Blankenbergse Serpentarium, een zusterbedrijf van de zoo.

## Dieren
Onder de aanwezige soorten bevonden zich onder meer de hieronder vermelde dieren:
| Haaien - Arabische bamboehaai - Bandluipaardhaai - Bruinbandbamboehaai - Dwergverpleegsterhaai - Epaulethaai - Geelbruine verpleegsterhaai - Grijze rifhaai - Hondshaai - Verpleegsterhaai - Zebrahaai - Zwartpuntrifhaai Roggen - Gitaarrog - Koeneusrog - Zoetwaterrog Baarzen - Donkere reuzentandbaars - Juweelkardinaalbaars - Panterbaars Doktersvissen - Gele zeilvindoktersvis - Picassodoktersvis - Acanthurus sohal - Tweekleurige doktersvis - Zeilvindoktersvis Zeepaardjes - Braziliaans zeepaardje - Gestreept zeepaardje Murenen - Grote netmurene - Reuzenmurene Meervallen - Stekelige schildermeerval - Zwarte pantsermeerval | Andere vissen - Argusvis - Arowana - Aziatische mesvis - Braziliaanse maanvis - Blauwe discus - Blauwgestreepte snapper - Blauwvintrekkervis - Bruine egelvis - Clownbarbeel - Driebandanemoonvis - Franjevijlvis - Franse keizersvis - Koekopvis - Koffervis - Kongeraal - Koningsnapper - Koraalduivel - Koraalklimmer - Napoleonvis - Otorongo zoetwatervis - Parelmoervis - Poetsvis - Roodbuikpiranha - Steenvis - Vleermuisvis - Vossekopvis - Wierschorpioenvis - Wimpelvis - Witgevlekte kogelvis - Zilverbladvis - Zwarte pacu - Zwijnsgrommer | Reptielen - Boa constrictor - Florida weekschildpad - Geelwangsierschildpad - Groene leguaan - Korenslang - Onechte karetschildpad - Rode teju Amfibieën - Bijengifkikker - Blauwe pijlgifkikker - Reuzenpad - Roodoogmakikikker Garnalen - Kappersgarnaal - Poetsgarnaal - Witgestreepte poetsgarnaal Anemomen - Schijfanemoon - Zandanemoon Koraal - Buisjeskoraal - Lederkoraal Stekelhuidigen - Diadeemzee-egel - Rode stekelster Andere ongewervelden - Amerikaanse rode rivierkreeft - Degenkrab - Doopvontschelp - Octopus - Oorkwal |

## Galerij

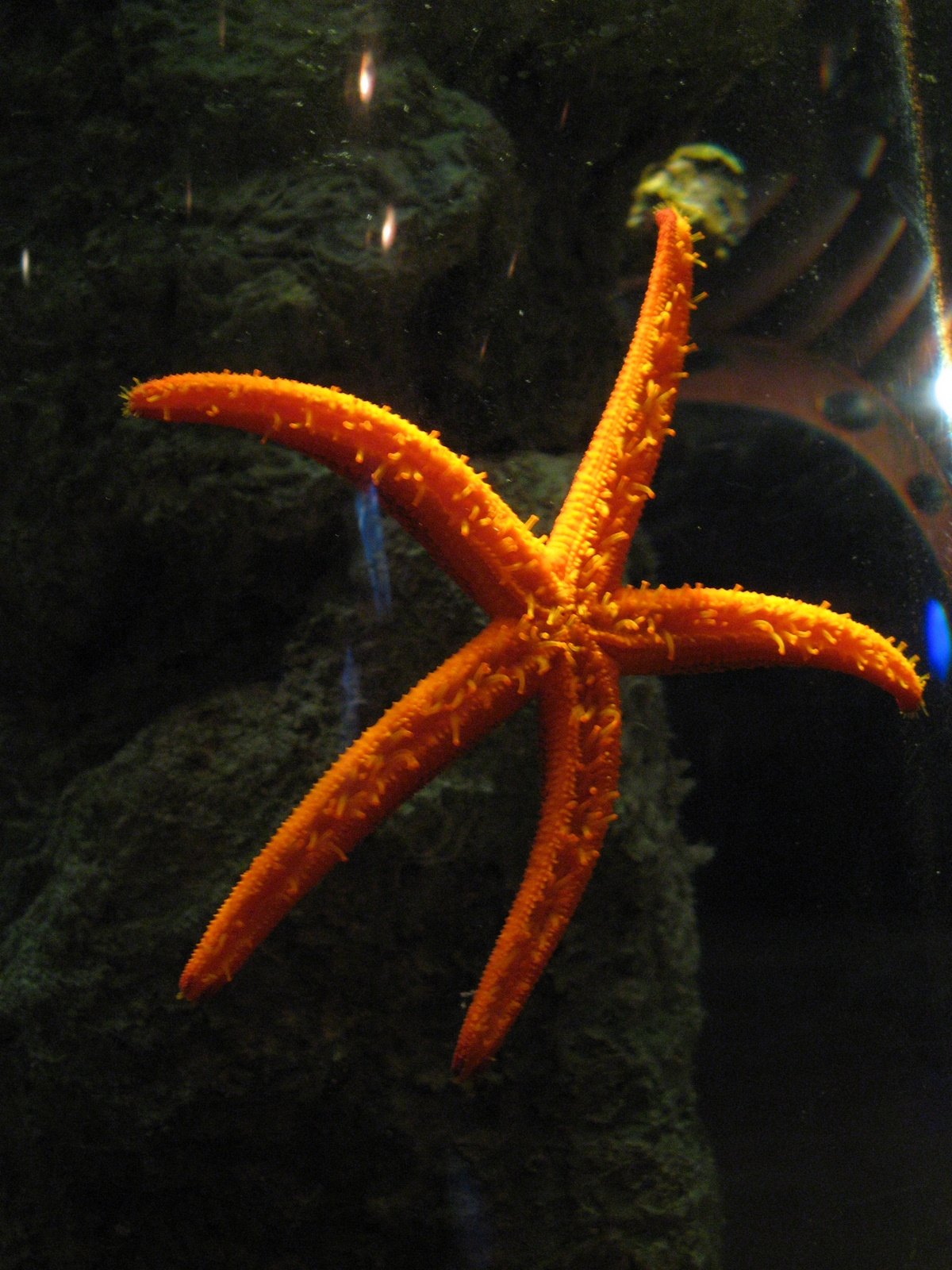
Echinaster sepositus
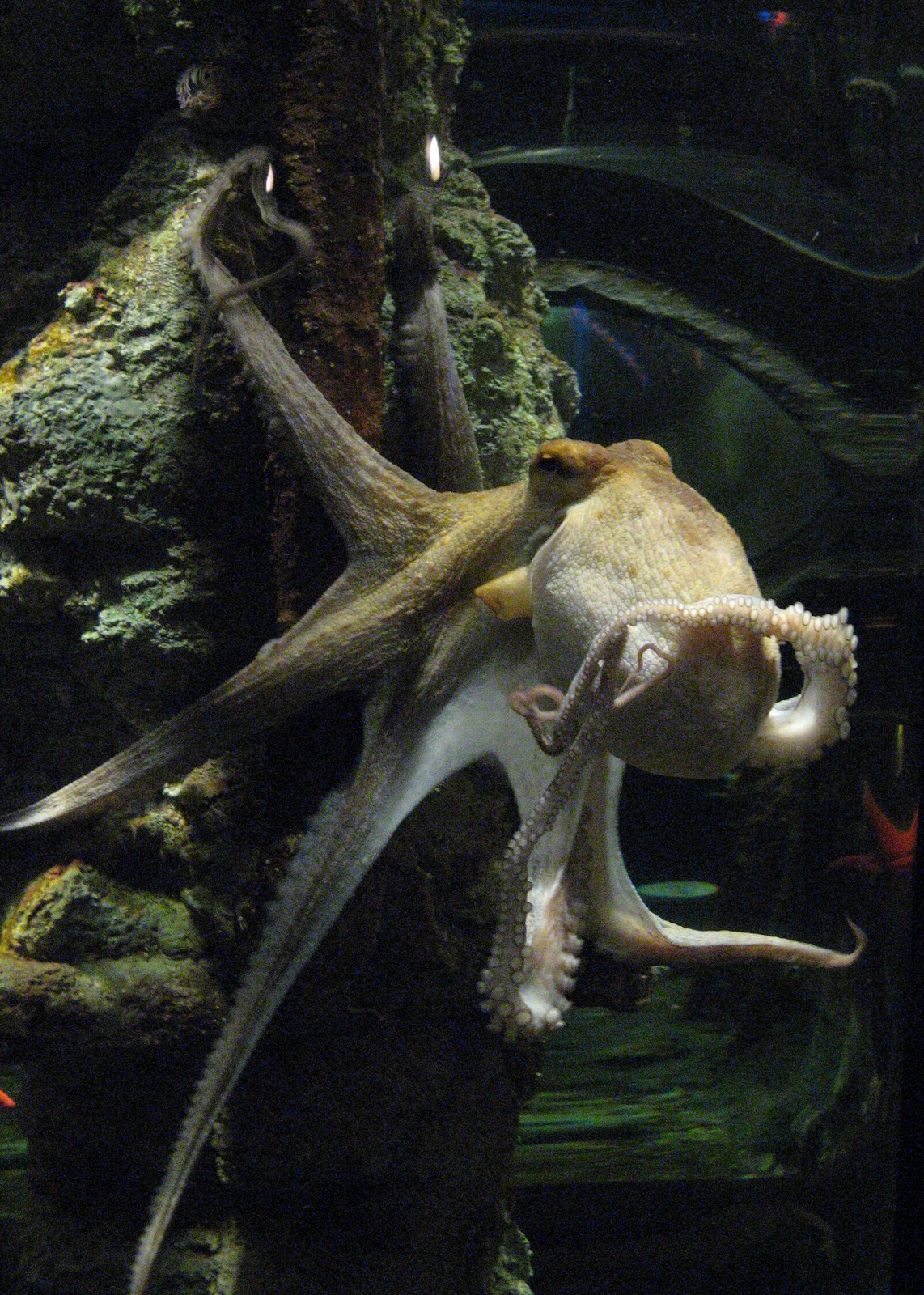
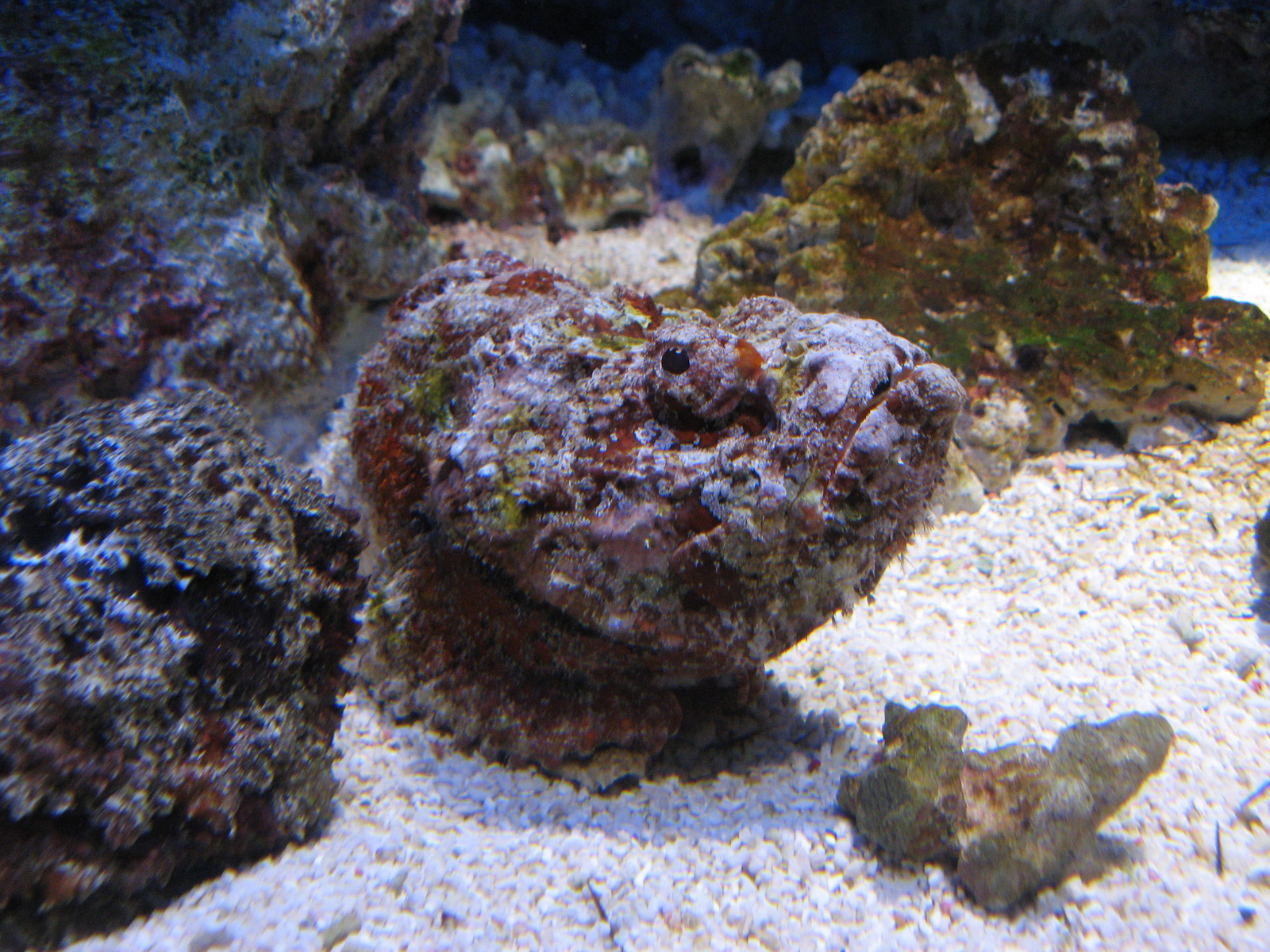
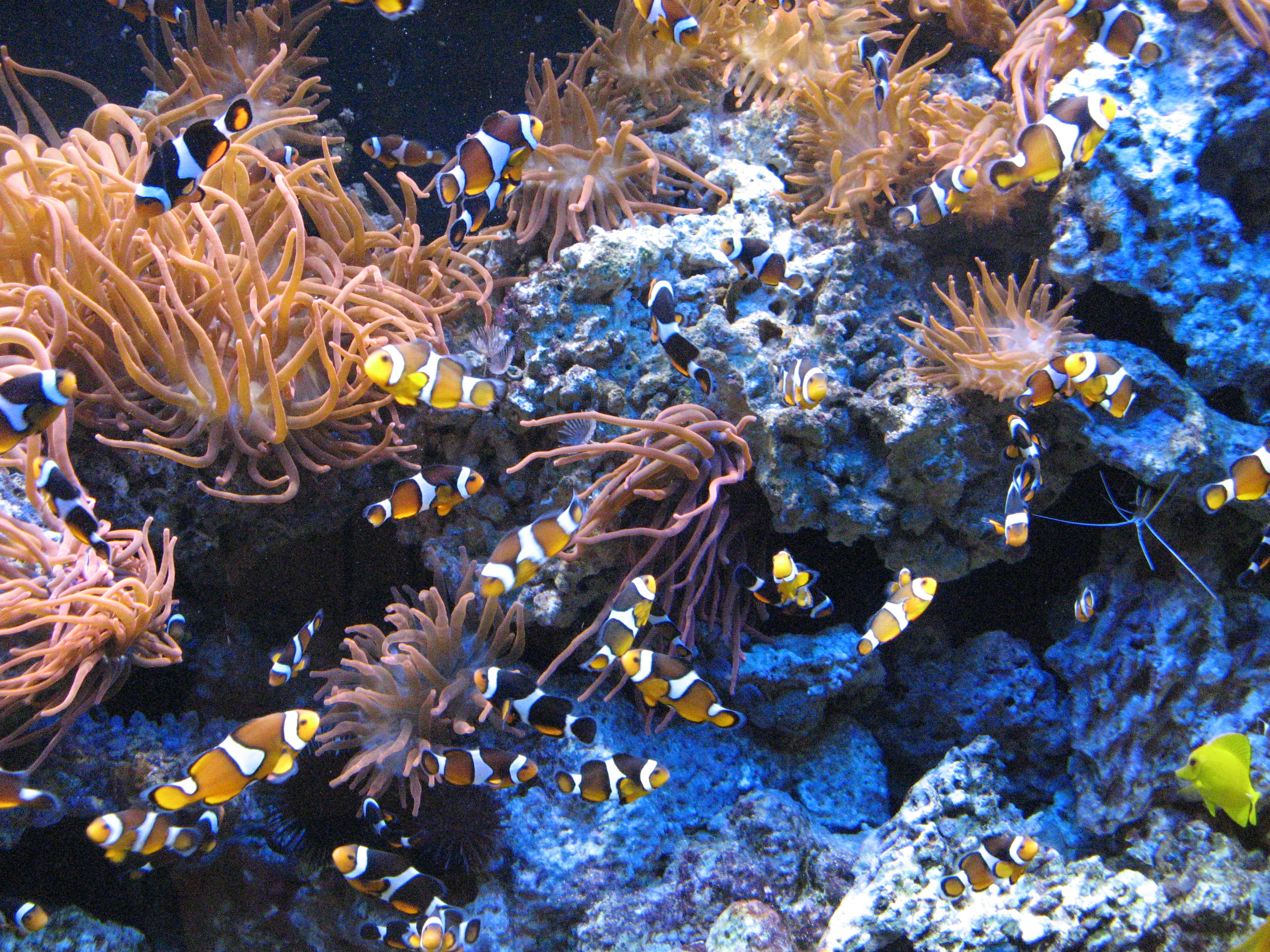
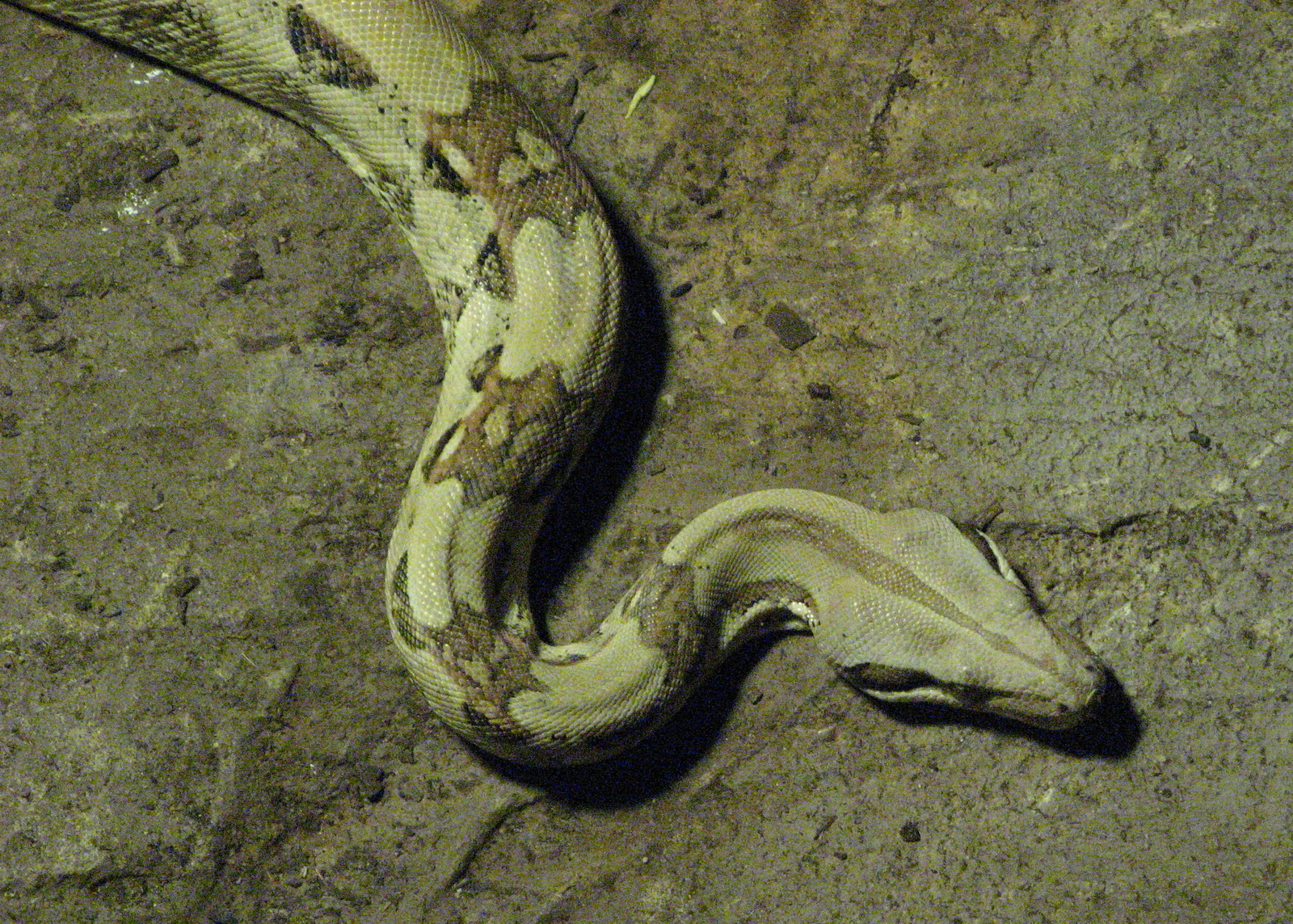
Boa constrictor

Lijst van dierentuinen in België
Aquarium-Museum ·
Bellewaerde Park ·
Boudewijn Seapark ·
De Zonnegloed ·
Domein van de grotten van Han ·
Familiepark Harry Malter ·
Forestia ·
Le Monde Sauvage ·
Le Parc à gibier de Saint-Hubert ·
Mont Mosan ·
Pairi Daiza ·
Pakawi Park ·
Parc à Gibier de La Roche-en-Ardenne ·
Parc animalier de Bouillon ·
Sea Life Blankenberge ·
ZOO Antwerpen ·
ZooParc Vallée de la Sûre ·
ZOO Planckendael
Opgeheven: Aquatopia · Dierentuin van Brussel · Dierentuin van Gent · Limburgse Zoo · Serpentarium